# آیکا
شهر آیکا (به مجاری: Ajka) در وسپرم در کشور مجارستان واقع شده‌است. جمعیت این شهر ۳۰٫۲۱۳ نفر  است.